# Detlef Kurth
Detlef Kurth (* 1966 in Berlin-Kreuzberg) ist ein deutscher Stadtplaner und Professor für Stadtplanung an der Rheinland-Pfälzischen Technischen Universität in Kaiserslautern.

## Leben
Kurth studierte von 1985 bis 1992 Stadt- und Regionalplanung an der TU Berlin. Von 1992 bis 1997 war er Projektleiter bei der Planergemeinschaft Dubach, Kohlbrenner Berlin. 1997 bis 2003 arbeitete er als wissenschaftlicher Mitarbeiter bei Peter Zlonicky und Christa Reicher am Fachgebiet Städtebau der Fakultät Raumplanung, TU Dortmund. Dort war er Mitglied der Arbeitsgruppe Bestandsverbesserung und promovierte 2003 über Strategien der Stadterneuerung für Berlin.
2003 wurde er Professor für Stadtplanung an der Hochschule für Technik Stuttgart, als Studiendekan war er von 2005 bis 2013 verantwortlich für den Master-Studiengang Stadtplanung. Seit 2017 ist er Inhaber des Lehrstuhls Stadtplanung an der TU Kaiserslautern (Nachfolger: RPTU). Er war Gastprofessor u. a. an der Chinese University Hongkong, der Cardiff University und der Politechnika Kraków.

## Mitgliedschaften und Ämter
Kurth ist u. a. Mitglied der Vereinigung für Stadt-, Regional- und Landesplanung (SRL) (Vorsitzender 2018 bis 2021), der Architektenkammer Baden-Württemberg und der Deutschen Akademie für Städtebau und Landesplanung (DASL). Er ist Mitglied in verschiedenen Städtebau-Beiräten und Expertengremien sowie tätig als Preisrichter und freiberuflicher Berater. Außerdem veranstaltet er regelmäßig das Stadtplanerische Kolloquium und Kongresse, u. a. in Kooperation mit der Albert-Speer-Stiftung. Er ist Mitherausgeber des Jahrbuchs Stadterneuerung und Mitglied in der Redaktion der SRL-Zeitschrift PlanerIn. Außerdem ist er Prüfer für das Städtebaureferendariat beim Oberprüfungsamt Bonn.

## Forschungsschwerpunkte
Die Forschungsschwerpunkte liegen in der nachhaltigen Stadtentwicklung, der Stadterneuerung und im Städtebau, in Verbindung mit Klimaschutz, Klimaanpassung, Einzelhandels-Transformation und neuen Mobilitätsformen. Neuere Projekte beschäftigen sich z. B. mit der Wende der Stadterneuerung in der DDR 1989/1990, mit energieeffizienten Stadtquartieren in Stuttgart, mit den Folgen des autonomen Fahrens für die Stadträume sowie mit den Folgen der Corona-Krise für den öffentlichen Raum.

## Ausgewählte Veröffentlichungen
- Dirk Pietruschka, Detlef Kurth, Ursula Eicker et al. (Hrsg.): Energetischer Stadtumbau. Fraunhofer IRB Verlag 2016.
- Grazyna Adamczyk-Arns, Detlef Kurth (Hrsg.): Strategien der integrierten Stadterneuerung für Wrocław und Stuttgart. Wrocławska Rewitalizacja/Hochschule für Technik Stuttgart, Wroclaw 2017.
- Detlef Kurth, Christina Simon-Philipp (Hrsg.): What’Sub – Streifzüge durch temporäre Räume. AV Edition, Stuttgart 2017.